# Kroatiska historiska museet
Kroatiska historiska museet (kroatiska: Hrvatski povijesni muzej) är ett historiskt museum i Zagreb, Kroatien. I det statliga museet presenteras Kroatiens nationella, kulturella och historiska arv från tidig medeltid till nutid. Museet är sedan 1952, i väntan på flytt till nya lokaler, inhyst i Vojković-Oršić-Kulmer-Rauch-palatset i Övre staden.
Dess samlingar inkluderar mer än 200 000 museiföremål men på grund av bristande utrymme saknar museet en permanent utställning. Istället visas tillfälliga utställningar från Kroatiens politiska, sociala, ekonomiska och kulturella historia i museets utställningsrum.

## Historia
Kroatiska historiska museet har sina rötter i det tidigare Nationalmuseet (Narodni muzej) som i sin tur grundades 1848 i Zagreb. Sedan museets samlingar flyttats mellan olika lokaler fick det 1959 sin nuvarande plats i Vojković-Oršić-Kulmer-Rauch-palatset i Övre staden. De nya lokalerna visade sig ganska snart vara för små för förvaring och utställning av museets samlingar vilket är anledningen till att de initiala planerna på en permanent utställning aldrig förverkligades. 1991 grundades Kroatiska historiska museet genom en sammanslagning av Kroatiens historiska museum (Povijesni muzej Hrvatske) och Kroatiska folkets revolutionära museum (Muzej revolucije naroda Hrvatske). Det sistnämnda hade grundats 1945. I juli 2007 fattade den kroatiska regeringen ett beslut om att köpa en kulturmärkt byggnad som tidigare tjänat som tobaksfabrik och anpassa den för museets behov. En flytt av museet hade ännu (2013) inte kommit till stånd.

## Samlingar
Museets innehav omfattar mer än 200 000 föremål fördelade på 17 museisamlingar. I de olika samlingarna visas bland annat arkeologiska föremål, målningar, skulpturer, fotografier, uniformer, utmärkelser, medaljer, flaggor och standar.

## Byggnaden
Kroatiska historiska museet är inhyst i Vojković-Oršić-Kulmer-Rauch-palatset som på kroatiska enbart kallas för Palača Vojković. Palatset uppfördes i barockstil i slutet av 1700-talet och har periodvis haft olika ägare. Efter adelsfamiljen Oršić övertogs palatset av baronen Kulmer och sedan Rauch. På 1930-talet köptes palatset av Zagrebs stad och det blev då borgmästarens bostad. Från 1952 hyser det museet.